# Nieuw-Lekkerland

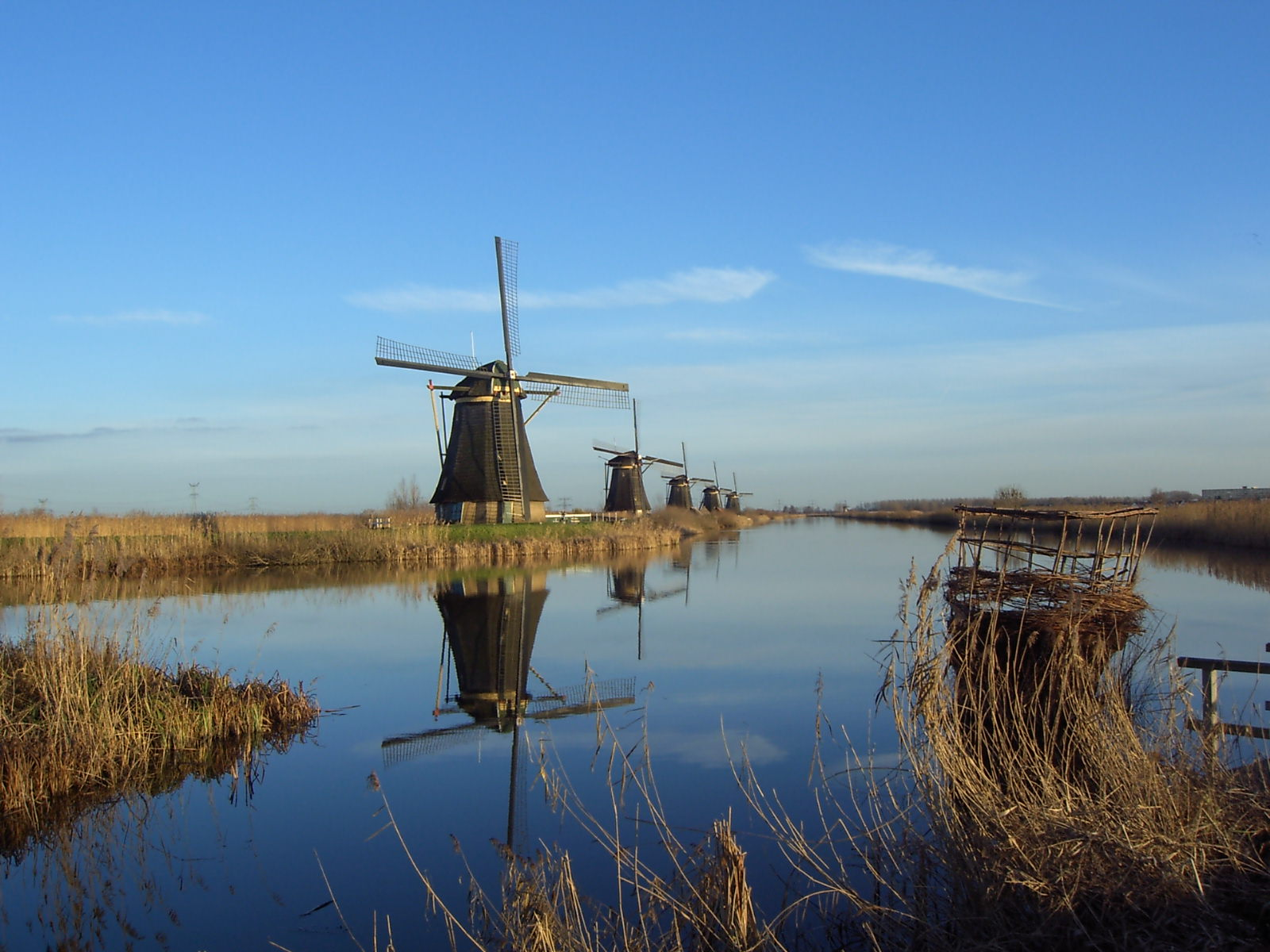
Moară de vânt

Nieuw-Lekkerland este o comună și o localitate în provincia Olanda de Sud, Țările de Jos.

## Localități componente
Nieuw-Lekkerland, Kinderdijk.